# 楚漢戦争
楚漢戦争（そかんせんそう）は、中国で紀元前206年から紀元前202年にわたり、秦王朝滅亡後の政権をめぐり、西楚の覇王項羽と漢王劉邦との間で繰り広げられた戦争。「楚漢争覇」「項羽と劉邦の戦い」とも呼ばれる。

## 戦争前の経緯
秦滅亡後、項羽は根拠地である彭城（現在の江蘇省徐州市）に戻り、自ら西楚の覇王を名乗った。圧倒的な軍事力を背景に政治上の主導権を握った項羽は、紀元前、諸侯を対象に大規模な封建を行う。主なものは以下の通りである。
- 漢中 - 劉邦
  - 旧秦の領地である関中は、本来ならば一番乗りを果たした劉邦に与えられる約束となっていたが、項羽はこれを反故にして、当時は辺境の地であった漢中に劉邦を追いやった。
- 趙 - 張耳
- 代 - 趙歇
  - 趙王であった趙歇を趙の北辺の代に国替えし、項羽に付いて関中にまで従軍した趙の宰相の張耳を常山王として、趙の旧領を与えた。陳余は項羽とともに従軍しなかったため、南皮を与えられたに過ぎなかった。
- 九江 - 英布
- 衡山 - 呉芮
- 臨江 - 共敖
  - 英布は楚軍の将軍として多大な功績を挙げたので、九江王として六（現在の安徽省六安市）に都させた。また、英布の舅で元県令の呉芮を衡山王、部下の共敖を臨江王として呉楚を治めさせた。
- 遼東 - 韓広
- 燕 - 臧荼
  - 元の燕王の韓広を遼東に移し、項羽に協力した燕の将軍臧荼を燕王にした。
- 膠東 - 田巿
- 斉 - 田都
- 済北 - 田安
  - 元の斉王の田巿を移して膠東王にして、項羽に協力した斉の将軍田都を斉王にした。そして項羽と親しい斉の王族の田安を済北王として、斉を三分した。また、田巿の擁立者であり、斉の実質的な支配者であった田栄は項羽に協力しなかったので、何も与えられなかった。
- 西魏 - 魏豹
- 河南 - 申陽
- 殷 - 司馬卬
  - かつて魏の公子の魏咎の弟（従弟とも）で、項梁（項羽の叔父）を頼った魏豹に魏を分割して西部を与えて西魏王に封じ、武臣・張耳の将で魏の東部に趙の将軍の申陽をおいて河南王とした。また、殷の故地にやはり趙の将軍である司馬卬を封じて殷王とした。
- 韓 - 鄭昌
  - 韓王成が劉邦と親密だったことから、項羽は彼を抑留し、自分の部下の鄭昌を立てて韓王とした。

このように項羽の封建の基準となったものは、その時の功績ではなく、あくまでも項羽との関係が良好か否かであった。故にその結果はかなり不公平なものとなり、諸侯に大きな不満を抱かせるものとなった。
さらに項羽は、それまで奉じていた楚の懐王に義帝という称号を与えて辺境の郴へ流した上で、九江王の英布に命じて殺害させた。また、韓王成が領国である韓へ帰ることを許さず、その後范増に命じて殺害させた。このため、韓王成に仕えていた張良を劉邦の下へと走らせることになった。

## 楚漢戦争勃発
紀元前206年、まず田栄が田都を殺して自ら斉王になった。そして、のちに劉邦に付いて活躍した彭越を将軍として軍を派遣し、済陰を攻撃させた。
かつて張耳の同志であった陳余は、秦によって趙が攻められて張耳が籠城したときに救援しなかったことで仲違いしており、項羽から何も与えられなかったことを不満に思っていた。そこで陳余は張耳を攻めて趙を占領し、元の趙王である趙歇を迎えて趙王にした。この功績で陳余は趙歇より代王とされた。敗れた張耳は逃れて劉邦の下へ奔った。
そして紀元前205年、項羽の最大の敵である劉邦が漢中より出て、関中を陥れた。
項羽は大いに怒ったものの、まずどれを討つべきかを迷った。しかし劉邦から「項羽と敵対するつもりはない」という手紙が来たので、まず斉を討つことに決めた。田栄は抵抗したものの項羽に敗れ、逃亡したところを農民によって殺された。しかし項羽はこれで満足せず、斉の城を次々と落とし、捕虜を穴埋めにし、各地を焼いて回った。このため斉の民衆は怒って項羽に反抗し、さらに田栄の弟の田横が斉の残兵を集めて抵抗したので、平定することが出来なかった。
項羽が斉で苦戦していることを見た劉邦は、諸侯との連合軍56万人を率いて項羽の本拠の彭城を陥落させた。このことで劉邦と諸侯軍は増長して軍律が乱れ、連日城内で宴会を開き、略奪を行い、女に乱暴する、という状態になった。このことを聞いた項羽は激怒し、自らが選んだ精兵3万のみを引き連れて彭城へと戻り、油断していた劉邦たちを散々に打ち破った（彭城の戦い）。
紀元前204年、劉邦は何とか逃げ出して滎陽（現在の河南省滎陽市）にて篭城し、項羽軍もこれを追撃して滎陽に至った（滎陽の戦い）。その間に、斉では田横が田栄の子である田広を立てて斉王とし、斉一帯を制圧した。
劉邦は追い詰められたが、陳平や紀信の策を用いて脱出し、関中に戻ると蕭何の用意した兵士や物資で体勢を立て直した。この時に英布を自らの陣営に取り込むことにも成功している。

## 韓信の躍進
同じ頃、劉邦の将軍である韓信は、劉邦から離反した西魏を攻め、これを下して王の魏豹を廃して庶人とした。次に劉邦の命により代を下し、さらに趙へと攻め込んだ。この時の韓信の兵力はわずか2万であったが、独創的な戦術（背水の陣）で20万と号した趙軍を半日で打ち破って趙を占領、趙王歇と代王陳余を処刑して、張耳を趙王とした（井陘の戦い）。その後、趙の降将である李左車の策を容れて、燕王臧荼を降伏させることにも成功する。
紀元前203年、劉邦は韓信に対して斉を討つように命令した。ところがその後で、劉邦は儒者の酈食其を派遣して斉との和平交渉を行わせ、斉もこれに応じた。韓信は斉との国境付近まで来てこれを知ったが、謀士の蒯通に「これでは弁士の功績が将軍の功績を上回ってしまうことになる」と唆されて斉へ攻め込み、これを占領した。酈食其は怒った斉王田広と宰相田横により、釜茹での刑に処された。
逃れた田広たちは楚に救援を求め、楚は将軍龍且を派遣するが、韓信はこれをも破った（濰水の戦い）。これらの功績により韓信の名声は非常に高まり、韓信は劉邦に自らを斉王にするように要請して、これを認められた。ここに至り、韓信は劉邦の将軍というよりも一つの独立勢力としての立場を築くことになった。項羽もこれを恐れるようになり、武渉という者を派遣して韓信を自分の方へと引き込もうとしたが、韓信はかつて項羽軍にいた時に冷遇されていたことを覚えていたのでこれを断る。
蒯通は韓信に対し、自立して天下を三分するべきだと説いたが、韓信は悩んだ末に劉邦への恩義を選び、蒯通は後難を恐れ、発狂した振りをして逃げ出した。

## 楚の敗北
関中から出撃した劉邦は、彭越たちに命じて項羽の後方を撹乱させ、これに乗った項羽は彭越の方へと軍を向けた。この隙に劉邦は秦の食料集積地であった敖倉の食料を手に入れ、滎陽の北の広武山に陣した。彭越たちを追い散らした項羽は、戻ってきてその向かい側の山に対陣した。
彭越たちは項羽軍の後方撹乱を続けたので、項羽は食糧不足に悩んだ。漢軍では途中で劉邦が負傷したこともあって、両軍共に和睦を望むようになり、劉邦軍の弁士の侯公が使者となって和睦し、天下を二分することを取り決めて両軍が引き上げることになった。
劉邦はそのまま引き上げる気でいたが、張良と陳平は、楚軍が本拠に帰って英気を養った後では漢軍は到底敵わなくなるだろうと考え、劉邦に楚軍の背後を襲うべきだと進言した。
劉邦はこれに従って楚軍を後ろから襲ったが、敗北した。これに先立って韓信と彭越に共同軍を出すように使者を送ったが、2人は来なかった。劉邦がこれに対する恩賞を何も約束しなかったからである。張良にこれを指摘された劉邦は、韓信を斉王とし、彭越を梁王とする約束をした。果たして2人は軍を率いて加勢し、兵力で圧倒した漢軍は楚軍を垓下へと追い詰める（垓下の戦い）。
楚軍を包囲した漢軍から楚の歌が聞こえ（四面楚歌）、楚軍のほとんどが降伏したと考えた項羽は勝利を諦め、残った800騎を率いて脱出し、南下した。途中湿地帯に迷い込むなどした項羽たちは数千騎の漢軍に追いつかれ、ついに意を決して戦いを挑んだ。28に減った騎兵を4隊に分けた項羽は漢軍に切り込み、大将1人を切り伏せると、山の東側に部下を集結させ、再び切り込んで100人もの兵を斬った。この間、項羽が失ったのは2騎のみであった。
逃げた項羽は烏江（現在の安徽省馬鞍山市和県烏江鎮）へ到った。河の渡し場では烏江の亭長が船を準備しており、項羽に江東へ逃げるよう献言した。しかし、項羽はそれを断って愛馬を亭長に与え、生き残った26の歩兵を率いて漢軍を迎え撃った。項羽は満身創痍となりながらも1人で数百の漢兵を斬った。項羽は旧知の呂馬童を敵軍の中に見つけ、「漢王はわたしに莫大な賞金をかけ、万戸侯を約束しているというではないか。お前は旧知の仲だ。ひとつ、手柄をやろう」と言い、みずからの首を切った。王翳が駆け寄って首を拾ったが、周囲の漢兵たちも群がり、互いに斬りあって項羽の死体を奪いあった。数十人の死者を出した結果、呂馬童・王翳・楊喜・呂勝・楊武の5人が項羽の首と両手足を分けあい、褒賞を5分して受けた。
項羽の敗北が決定的となっても魯のみは降らずにいたが、項羽の首を見ると降った。劉邦は項羽を魯公として葬り、喪に服し、墓前に涙をそそいだ。また、項伯ら残った項羽一族を誅殺することはせず、「劉」の姓を与えて家を存続させた。さらに項羽の右腕として劉邦を苦しめた季布や陳嬰も、諌められてこれを登用した。しかし同じく項羽の右腕として劉邦を苦しめた鍾離眜は韓信が匿っていたが、韓信に謀反の疑いがかけられたときに自決させられた。

## 関連作品
映画
- 項羽と劉邦/その愛と興亡 （1994年 中国・香港）
- 項羽と劉邦/White Vengeance （2011年 中国）
- 項羽と劉邦 鴻門の会 （2012年 中国）

テレビドラマ
- 項羽と劉邦・背水の陣 （1991年 中国）
- 劉邦と項羽 （1997年 中国）
- 大漢風 〜項羽と劉邦〜 （2004年 中国）
- 項羽と劉邦 （2004年 香港）
- THE MYTH/神話 （2009年 中国）
- 項羽と劉邦 King's War （2012年 中国）

小説
- 項羽と劉邦（司馬遼太郎）
- 項羽と劉邦（童門冬二）
- 漢楚軍談（田岡典夫）
- 四面楚歌―漢楚戦記（小島真爾）
- 劉邦（宮城谷昌光）

戯曲
- 項羽と劉邦（長與善郎）

漫画
- 項羽と劉邦（横山光輝）
- 史記（横山光輝）
- 赤龍王（本宮ひろ志）
- レッドドラゴン（池野雅博）
- 龍帥の翼 史記・留侯世家異伝（川原正敏）

ゲーム
- 項劉記（コーエー）
- シャンチー・チャンギ - チャトランガ系統のボードゲーム。盤面や駒に「楚」「漢」と書かれている。